# Monoblastiaceae
Die Monoblastiaceae sind eine Familie der Schlauchpilze, die alleine die Ordnung Monoblastiales bilden. Es handelt sich um Flechtenbildner.

## Merkmale
Die Monoblastiaceae besitzen ein krustenförmiges Aussehen und sind meist epiphytisch auf Baumrinde. Sie sind berindet oder unberindet. Sie leben auf oder im Periderm der besiedelten Pflanze. Die Fruchtkörper sind perithecienähnlich mit ausgeprägtem oder auch reduziertem Involucrellum (verhärtete, schwärzliche Hülle des Flechtenperitheciums) und einem psoroplectenchymatischen Excipulum, d. h. die Struktur um die Fruchtkörper ist schuppig. Sie besitzen verzweigte, sich verästelnde Physen. Die Schläuche sind teleskopartig verlängert (fissitunikat) mit augenförmigen Kammern und fluoreszierenden Ring- oder Deckelstrukturen. Die Sporen sind meist elliptisch bis spindelförmig, meist einfach septiert, selten auch un- bzw. dreifach septiert und durchscheinend bis selten braun. Die Konidien werden in deutlichen fruchtkörperähnlichen Strukturen, den Conidimata, gebildet mit Makrokonidien, die in Haufen in einer deutlichen gelatinösen Matrix liegen. Sie enthalten normalerweise keine sekundären Substanzen außer Lichexanthon und Anthrachinone in manchen Arten. Sie unterschieden sich von den Strigulales in den netzartigen Physen und den Makrokonidien in der gelatinösen Matrix. Von den Trypetheliales unterscheiden sie sich in den klar septierten Sporen und den wenigen chemischen sekundären Substanzen und ebenfalls von den Makrokonidien in der gelatinösen Matrix.

## Lebensweise
Die bekannten Arten der Monoblastiaceae leben als Flechten in Gemeinschaft von Algen der Trentepohliales auf Baumrinde.

## Systematik und Taxonomie
Die Stellung der Familie und der einzelnen Gattungen war bis 2017 sehr umstritten. Die Monoblastiaceae wurden als Familie bereits 1929 von Walter Watson beschrieben, die Ordnung Monoblastiales allerdings erst 2013 von Robert Lücking, M. P. Nelsen und Kevin David Hyde.  Die Familie wurde vorher zu den Pyrenulales gerechnet.
Zurzeit (Stand Februar 2022) zählen folgende sechs Gattungen zur Familie:
- Acrocordia mit 6 Arten
- Anisomeridium  mit ca. 80 Arten
- Caprettia mit 8 Arten
- Megalotremis mit 12 Arten
- Monoblastia mit 11 Arten
- Trypetheliopsis mit 6 Arten